# Clairton
Clairton is een plaats (city) in de Amerikaanse staat Pennsylvania, en valt bestuurlijk gezien onder Allegheny County.

## Demografie
Bij de volkstelling in 2000 werd het aantal inwoners vastgesteld op 8491.
In 2006 is het aantal inwoners door het United States Census Bureau geschat op 7963, een daling van 528 (-6,2%).

## Geografie
Volgens het United States Census Bureau beslaat de plaats een oppervlakte van
7,8 km², waarvan 7,2 km² land en 0,6 km² water.

## Economie
Staalproducent U.S. Steel heeft een grote cokesfabriek in Clairton. Dit is tevens de grootste dergelijke fabriek in de Verenigde Staten.

## Extra
Clairton is te zien in The Deer Hunter. Het is het stadje waar Michael (Robert de Niro) en Nicky (Christopher Walken) wonen en werken.

## Plaatsen in de nabije omgeving
De onderstaande figuur toont nabijgelegen plaatsen in een straal van 4 km rond Clairton.